# プレイピア白浜駅
プレイピア白浜駅（プレイピアしらはまえき）は、かつて青森県八戸市大字鮫町字日蔭沢（ひかげさわ）にあった、東日本旅客鉄道（JR東日本）八戸線の駅（臨時駅、廃駅）である。

## 歴史
かつては駅名の由来となった遊園地「プレイピア白浜」に隣接していて、そのアクセスのための駅として開業していた。1995年以降は利用客が大幅に減少したことを受け通年すべての列車が通過する状態が続き、廃止まで事実上の休止状態となっていた。なお、プレイピア白浜は、1998年に遊園地として閉園し、2001年に自然公園として無料開放された後2009年に再閉園している。

### 年表
- 1986年（昭和61年）8月1日：開業[1]。駅員無配置駅[2]。
- 1987年（昭和62年）4月1日：国鉄分割民営化によりJR東日本が継承。
- 1995年（平成7年）以降：停車を取りやめる。
- 2012年（平成24年）3月17日：正式に廃止[3]。

## 駅構造
単式ホーム1面1線を有する地上駅。本八戸駅が管理していた。2000年代後半以降はホームの老朽化（古枕木を使用しているため）によりホームにすら立ち入れなくなった。
ホーム脇には、プレイピア白浜の通路となる遮断機はあるが、警報機がない踏切（大須賀踏切）があり、安全確保のため、列車通過時には係員が遮断機を手動で作動させていた。
また、2013年3月30日現在、駅ホームや大須賀踏切はすでに取り壊され撤去されている。

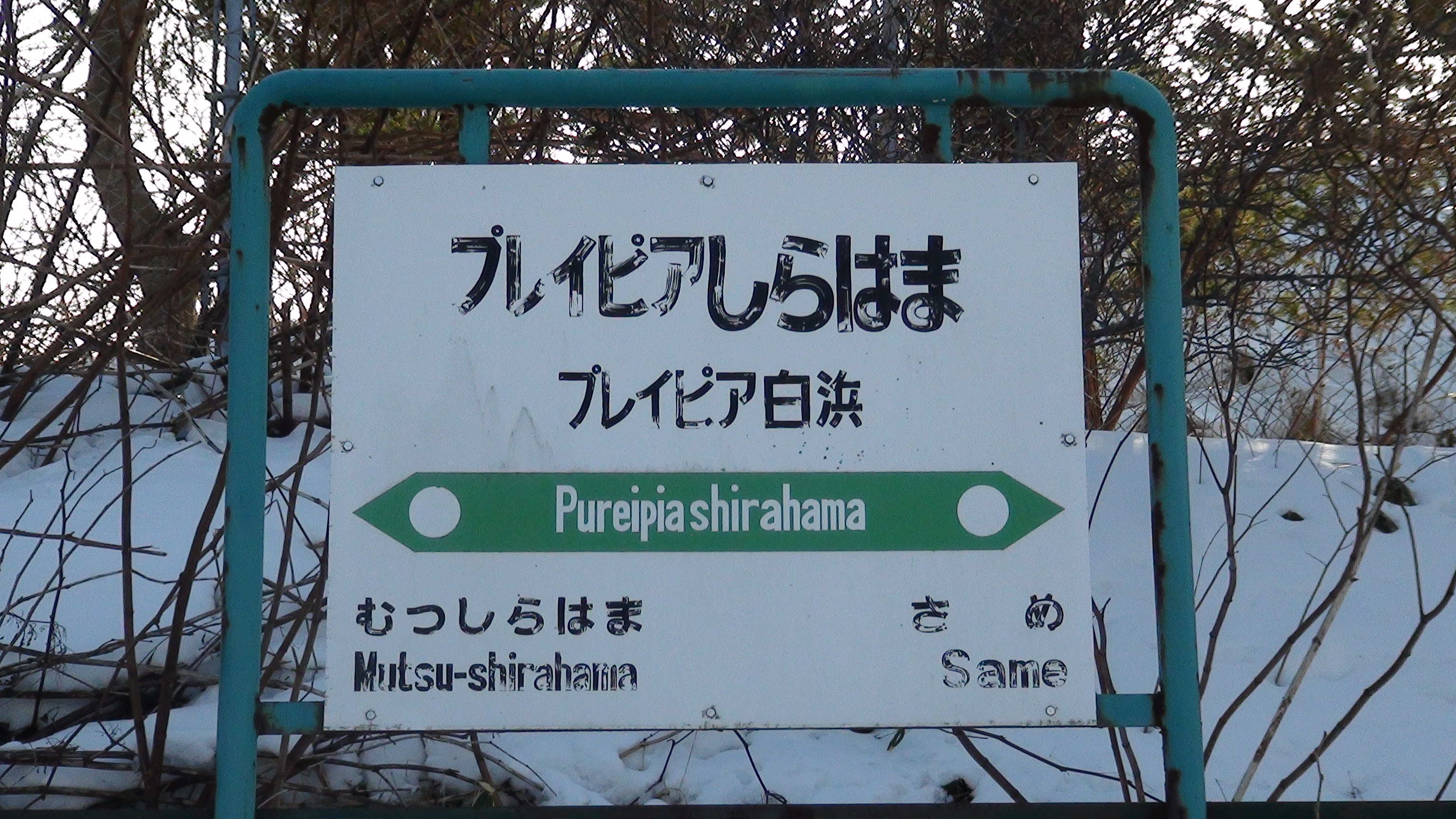
駅名標（2012年3月）
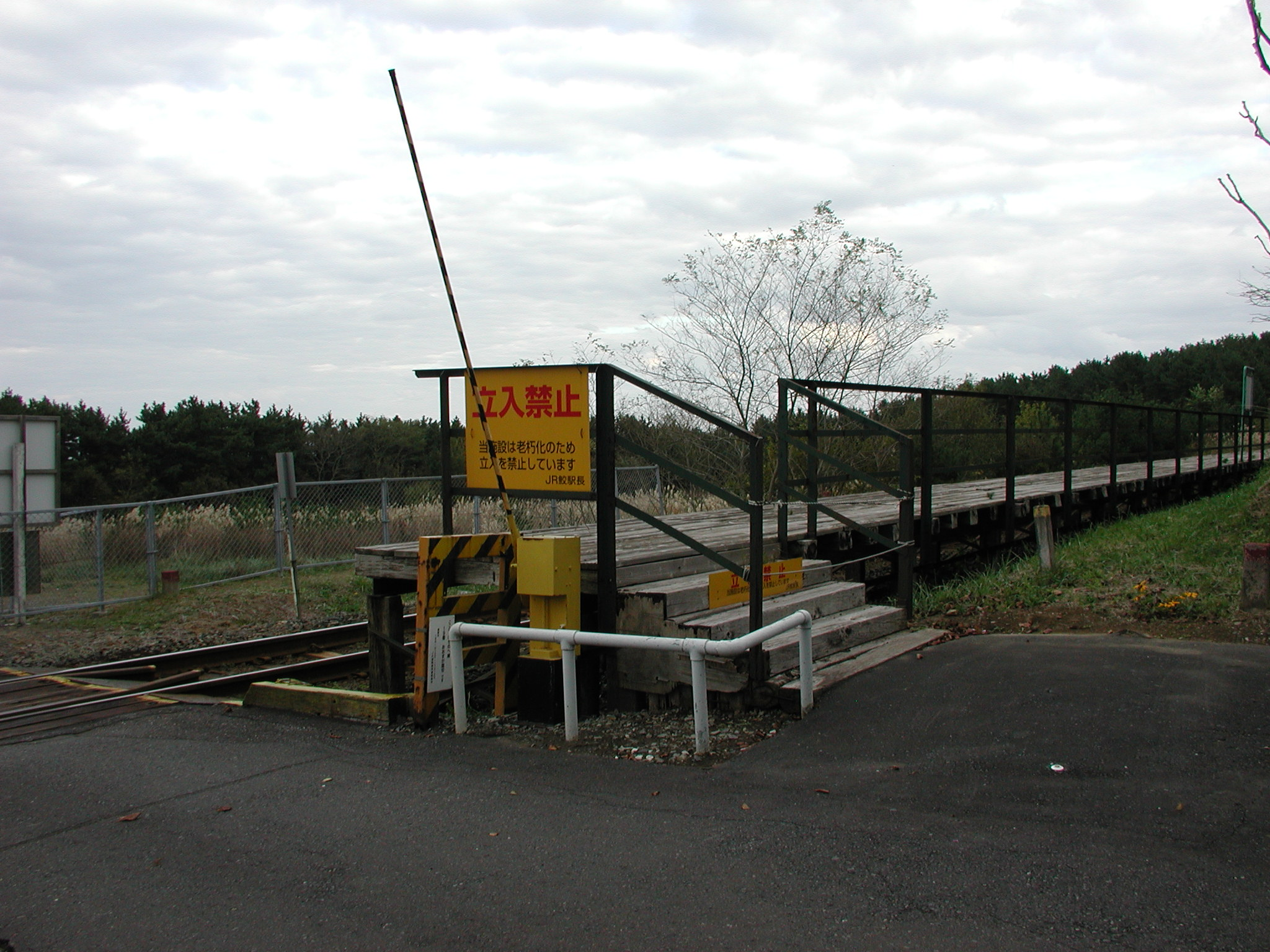
入口（2008年10月）
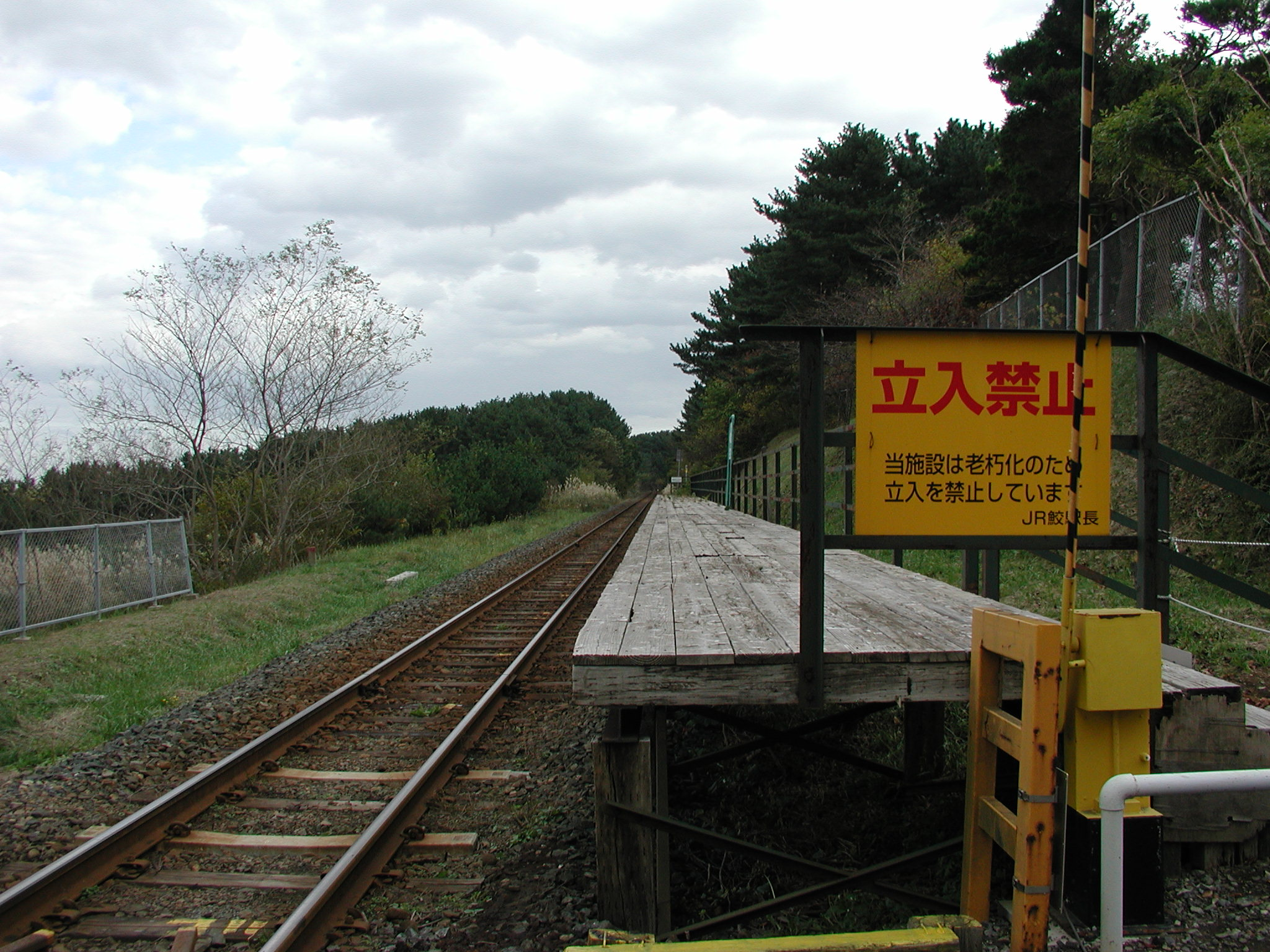
ホーム（2008年10月）
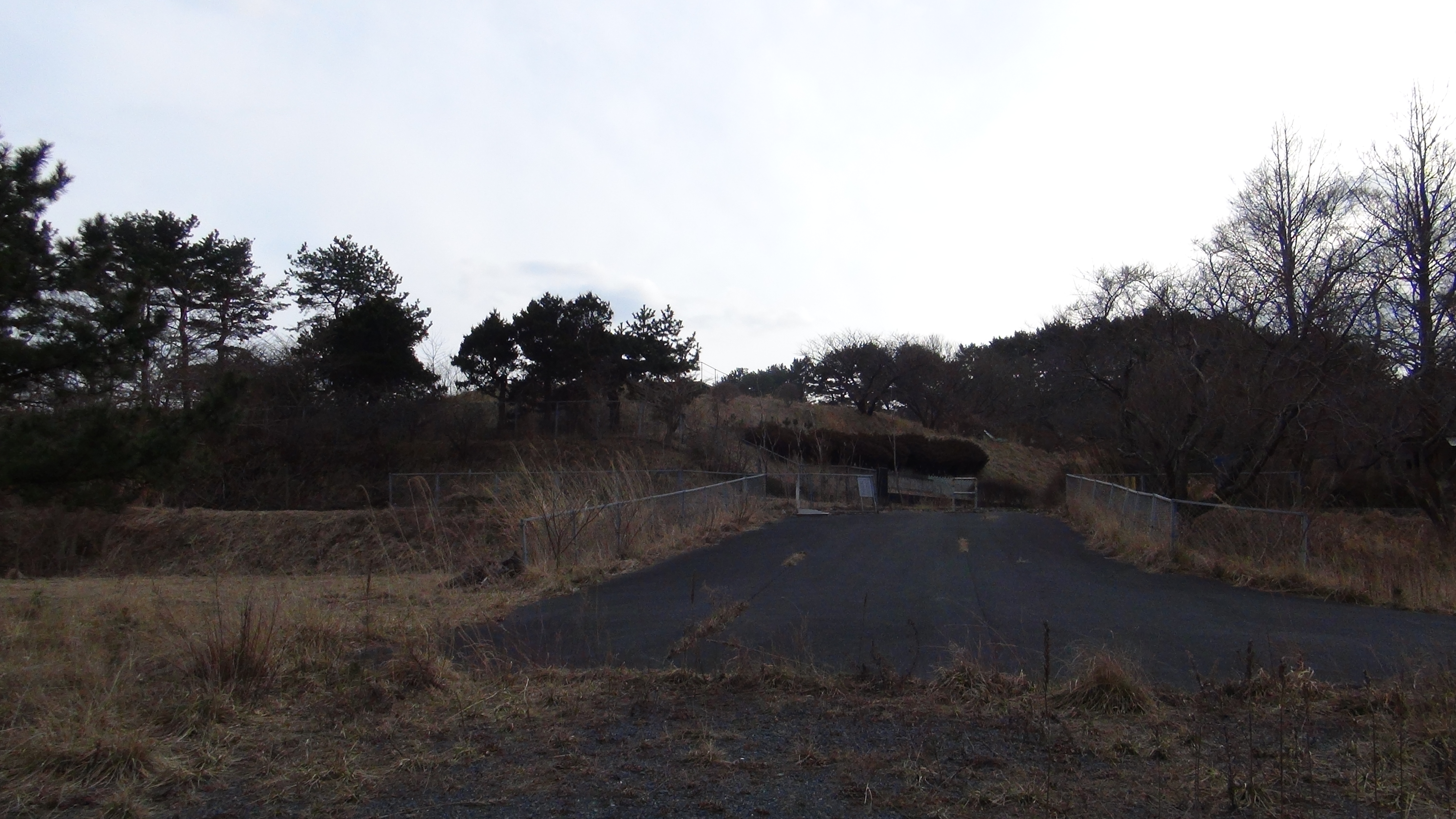
駅ホーム取り壊し後のプレイピア白浜駅・旧大須賀踏切全景（2013年3月）
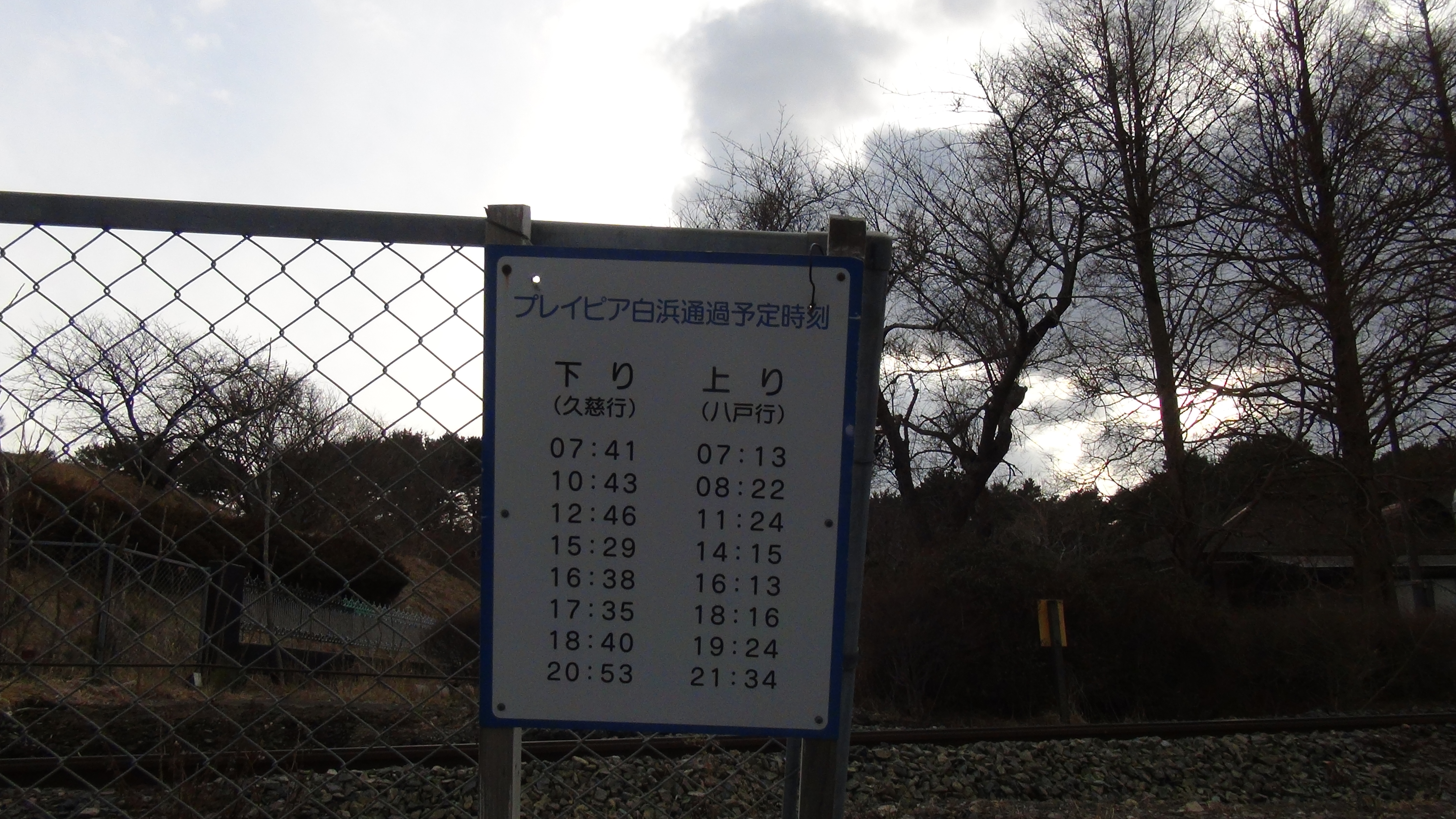
旧大須賀踏切前に設置されている時刻表（2013年3月）
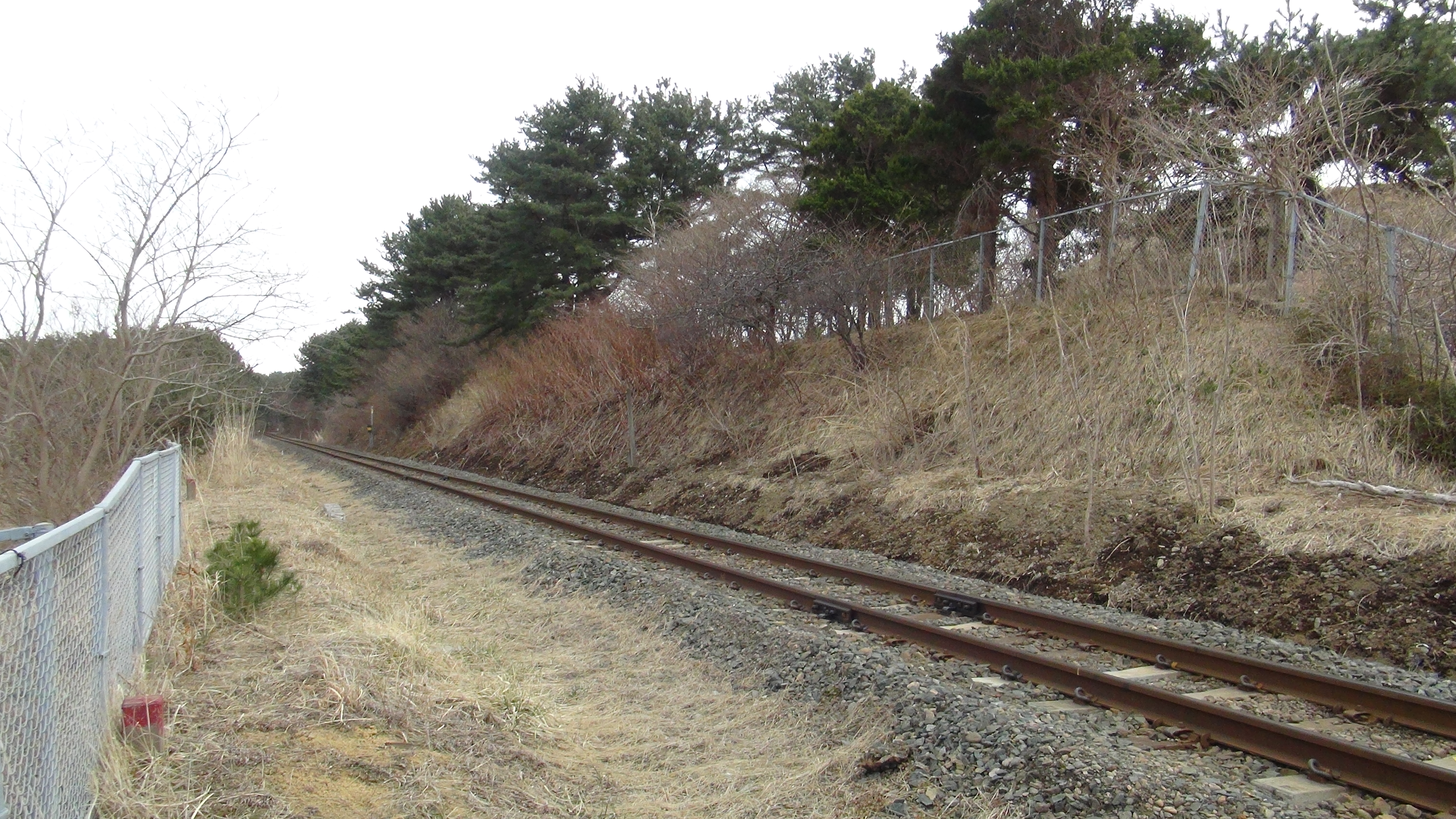
プレイピア白浜駅ホーム跡地（2013年3月）
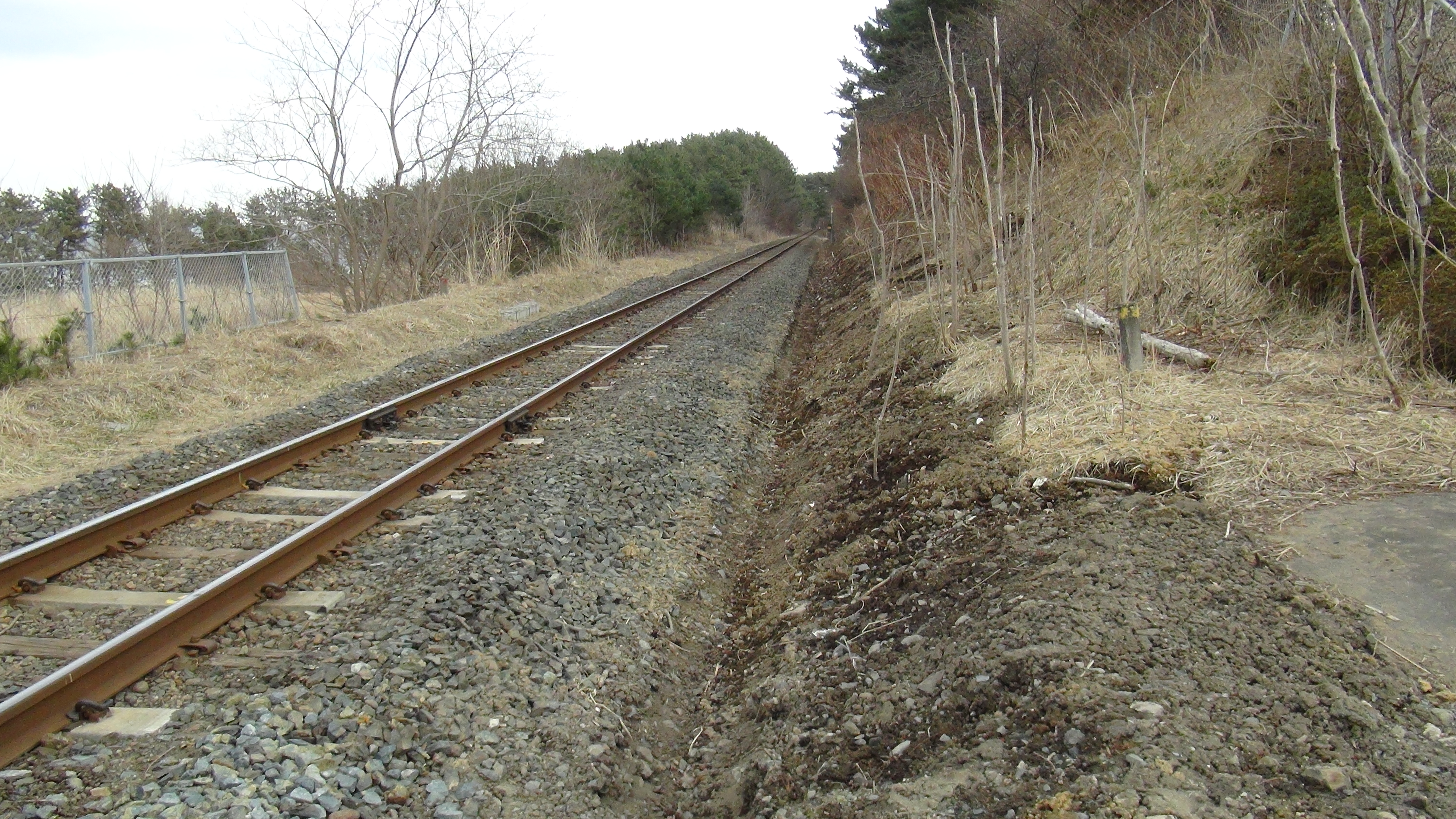
ホーム跡地は土ごとえぐり取られている。（2013年3月）

## 駅周辺
- プレイピア白浜
- 大須賀海岸

### バス路線
プレイピア白浜前停留所 - 当駅・施設の最寄りバス停で、バス停ポールは鮫方向のみに立てられている。2010年度には停留所の名称を「大須賀海岸」に改称している。
- 八戸市営バス
  - 白浜海水浴場前・種差海岸駅方面/葦毛崎展望台・鮫方面
    - ワンコインバス・うみねこ号 - 毎年、4月下旬 - 10月下旬までの季節運行。うみねこマラソン開催日は終日運休。

## 隣の駅
東日本旅客鉄道（JR東日本）
■八戸線
鮫駅 - プレイピア白浜駅 - 陸奥白浜駅